# معز الدولة التجيبي
معز الدولة المنذر بن يحيى بن المنذر التُجيَّبي  حاكم طائفة سرقسطة في عصر ملوك الطوائف بين عامي 427 هـ -430 هـ، وابن شقيقة إسماعيل بن ذي النون حاكم طائفة طليطلة. اغتيل المنذر في المحرم 430 هـ على يد ابن عم له يدعى عبد الله بن الحكم الذي خلفه لمدة 28 يوم قبل أن يخلعه سليمان بن هود حاكم لاردة.